# María Luisa Rojas Cervantes
María Luisa Rojas Cervantes (Córdoba, 1964) es una investigadora y catedrática española del Departamento de Química Inorgánica y Química Técnica de la Facultad de Ciencias de la UNED. Ha participado de la gestión académica universitaria como vicedecana de Ciencias Químicas.

## Biografía
Nació y vivió en Córdoba (España) y fue en esta ciudad donde realizó sus estudios hasta completarlos en junio de 1987 con la licenciatura en Ciencias Químicas, la tesis doctoral la realizó en el Instituto de Catálisis y Petroleoquímica del Consejo Superior de Investigaciones Científicas (C.S.I.C.) sobre el Diseño de catalizadores LaMeO3, versátiles en la Química del C1, doctorándose en 1991 en la Universidad Complutense de Madrid. En 1992 se incorporó al Departamento de Química Inorgánica y Química Técnica de la Facultad de Ciencias de la Universidad Nacional de Educación a Distancia, UNED, compaginado la docencia de algunas de las asignaturas del Departamento con actividades de investigación. Catedrática de Química Inorgánica, también ha participado de la gestión académica.
Por su formación ha participado en numerosos jurados de premios relativos a la investigación química y a los jóvenes investigadores, como por ejemplo los Premios SUSCHEM-ESPAÑA Jóvenes Investigadores Químicos.
María Luisa Rojas Cervantes ha participado y colaborado en actividades culturales de su universidad y fuera de ella, como en el grupo de teatro de la Facultad de Ciencias, TEATRAccia, desde su constitución en 2010 por un grupo docentes, representando diferentes obras de teatro y recitales poéticos.
En su tiempo libre le ha gustado cantar, participando en dos coros: The Barbees y Quo Pereo.

## Trayectoria profesional

### Investigación
Una de las líneas de las investigaciones de María Luisa Rojas Cervantes están centradas en el campo de los nanomateriales como catalizadores heterogéneos en reacciones de química fina y en procesos de descontaminación de aguas. Se trata de un sistema de eliminación de residuos de paracetamol del agua que elimina más del 90 por ciento de contaminantes y dura solo cinco horas, evitando los daños en el ecosistema.
El trabajo del equipo de investigadoras liderado por Rojas Cervantes ha sido publicado en un artículo en la revista internacional Nanomaterials.
Otras líneas de investigación en las que ha trabajado María Luisa Rojas Cervantes han sido;
- Aplicación de catalizadores heterogéneos en procesos Fenton y Fenton-like para la eliminación de contaminantes orgánicos presentes en agua.
- Estudio de la interacción de sales fundidas con carbones. Influencia de la materia mineral en la reacción de gasificación del carbón. Colaboración con el Departamento de Química Inorgánica de la Universidad de Extremadura.
- Aplicación de sólidos inorgánicos como catalizadores básicos en reacciones de Química Fina. Utilización de técnicas menos contaminantes y más selectivas: activación por Microondas y Ultrasonidos. Colaboración con el Dpto. de Química Inorgánica de la Universidad de Salamanca.
- Aplicación del método sol-gel para la obtención de catalizadores y soportes catalíticos. Preparación de composites organo-inorgánicos basados en carbón por el método sol-gel.

### La divulgación científica
La divulgación científica forma parte de sus puntos de interés por considerar de importancia dar a conocer y hacer partícipe a la sociedad del desarrollo científico y de como este incide en la vida de las personas, los animales, las plantas, en definitiva en la biodiversidad de los ecosistemas.
Ha sido coordinadora de proyectos de divulgación financiados por la FECYT dirigidos a escolares, uno de ellos fue el proyecto "Esto me huele a Ciencia".  Ha tenido colaboraciones con la Asociación ColArte en Madrid. Estas actividades se han desarrollado en centros escolares y en Facultades de Ciencias.

### Docencia
María Luisa Rojas Cervantes ha impartido la docencia en el campo de la Química, en asignaturas del Grado en Química, Grado en Ciencias Ambientales, Máster Universitario en Ciencia y Tecnología Química, Máster en Formación del Profesorado de Educación Secundaria. Especialidad de Física y Química y Máster en prevención de riesgos laborales: seguridad en el trabajo, higiene industrial y ergonomía y psicosociología aplicada.
En el campo docente universitario ha dirigido tesis doctorales y Trabajos de Fin de Máster de Investigación, y participado en ponencias y congresos nacionales e internacionales.

### Publicaciones
María Luisa Rojas Cervantes ha publicado numerosos artículos en el campo de la Química.
Es autora de: 
- Diseño y síntesis de materiales, "a medida" mediante el método sol-gel.[12]
- Experimentos caseros con agua oxigenada.[13]

Es coautora de los libros:
- Introducción a los compuestos de coordinación y organometálicos.[14]
- Química de los elementos metálicos.[15]
- Origen y Control de los Contaminantes[16]
- El trabajo científico. Introducción a la investigación.[17]
- Estudio de la Microporosidad estrecha de carbones activados preparados mediante activación con aire a partir de huesos de cereza.[18]
- Síntesis y catacterización de composites de XSiO2.(1-X) TiO2/carbón.[19]

## Otras actividades
En su actividad profesional ha llevado a cabo tareas de gestión académica, siendo:
- Vicedecana de Ciencias Químicas (2006-2010)
- Coordinadora del Máster en Ciencia y Tecnología Química (2008-2010)
- Secretaria de la Facultad de Ciencias (2010-2014)
- Directora del Departamento. de Química Inorgánica y Química Técnica desde 2019.